# Алкід (опера)
«Алкід» (італ. Alcido) — опера на 3 дії українського композитора  Дмитра Бортнянського , лібрето італійською мовою П'єтро Метастазіо. Вперше поставлена у Венеції, 1778 року; в Києві вперше прозвучала 17 січня 1984 року (концертне виконання в Державній філармонії УРСР італійською мовою). Існують два переклади цієї опери українською мовою — Михайла Литвинця (виданий «Музичною Україною» 1985 року) та Максима Стріхи (не публікувався, в цьому перекладі опера була виконана на сцені Київського будинку вчених Товариством камерної опери під орудою народної артистки України Наталі Свириденко у 2000 році).
В основі лібрето — алегорія філософа V ст. до н. е. Продика, відома у викладі Ксенофонта. Давньогрецький герой Алкід (Геракл) зустрів на роздоріжжі двох жінок: одна з них уособлювала Грішність, інша — Доброчесність. Незважаючи на спокуси Грішності, він обрав Чесність. В опері уособленням двох протилежних героїнь стали Едоніда і Аретея. Едоніда малює перед Алкідом світ насолод і радощів, тоді як Аретея не приховує, що на праведному шляху героя чекають небезпеки і випробування, що вимагають чималої мужності. Зробити вибір юнакові нелегко, але він не боїться випробувань і перемагає спокуси. Едоніда визнає його правоту і вирішує розділити його героїчні діяння.
Опера написана в традиціях опери-серіа, із значним впливом тогочасних новаторських течій, що наближали оперу до драми. Зокрема, на відміну від традицій серіа, в опері задіяно лише чотири персонажі (партії контр-тенора, тенора, ліричного і драматичного сопрано). Образ головного героя розкритий у розвитку, показані різні стани його душі. До новаторських рис можна віднести також тенденцію до драматизації речитативів, зокрема переживання і сумніви головного героя розкриваються через речитативи accompagnato. Значну драматургічну функцію відіграє хор.

## Структура
| 1. Увертюра Дія I - сцена 1: № 1. Речитатив. № 2. Арія - сцена 2: № 3. Речитатив. № 4. Арія. № 5. Речитатив - сцена 3: № 6. Арія — Речитатив. № 7. Речитатив. № 8. Арія. № 9. Речитатив. № 10. Арія. № 11. Речитатив. № 12. Хор - сцена 4: № 13. Танок духів | Дія II - сцена 1: № 14. Речитатив. № 15 Каватина - сцена 2: № 16. Речитатив - сцена 3: № 17. Речитатив - сцена 4: № 18. Хор (4:16) - сцена 5: № 19. Речитатив. № 20. Арія - сцена 6: № 21. Речитатив. № 22. Арія | - сцена 7: № 23. Речитатив. № 24. Арія - сцена 8: № 25. Речитатив. № 26. Аріозо - сцена 9: № 27. Хор. № 28. Танок Фурій Дія III - сцена 1: № 29. Хор - сцена 2: № 30. Речитатив. № 31. Арія. № 32. Речитатив. № 33. Хор |